# Saint-Baldoph
Saint-Baldoph est une commune française située dans le département de la Savoie, en région Auvergne-Rhône-Alpes. C'est une des trois communes du vignoble d'Apremont.

## Géographie

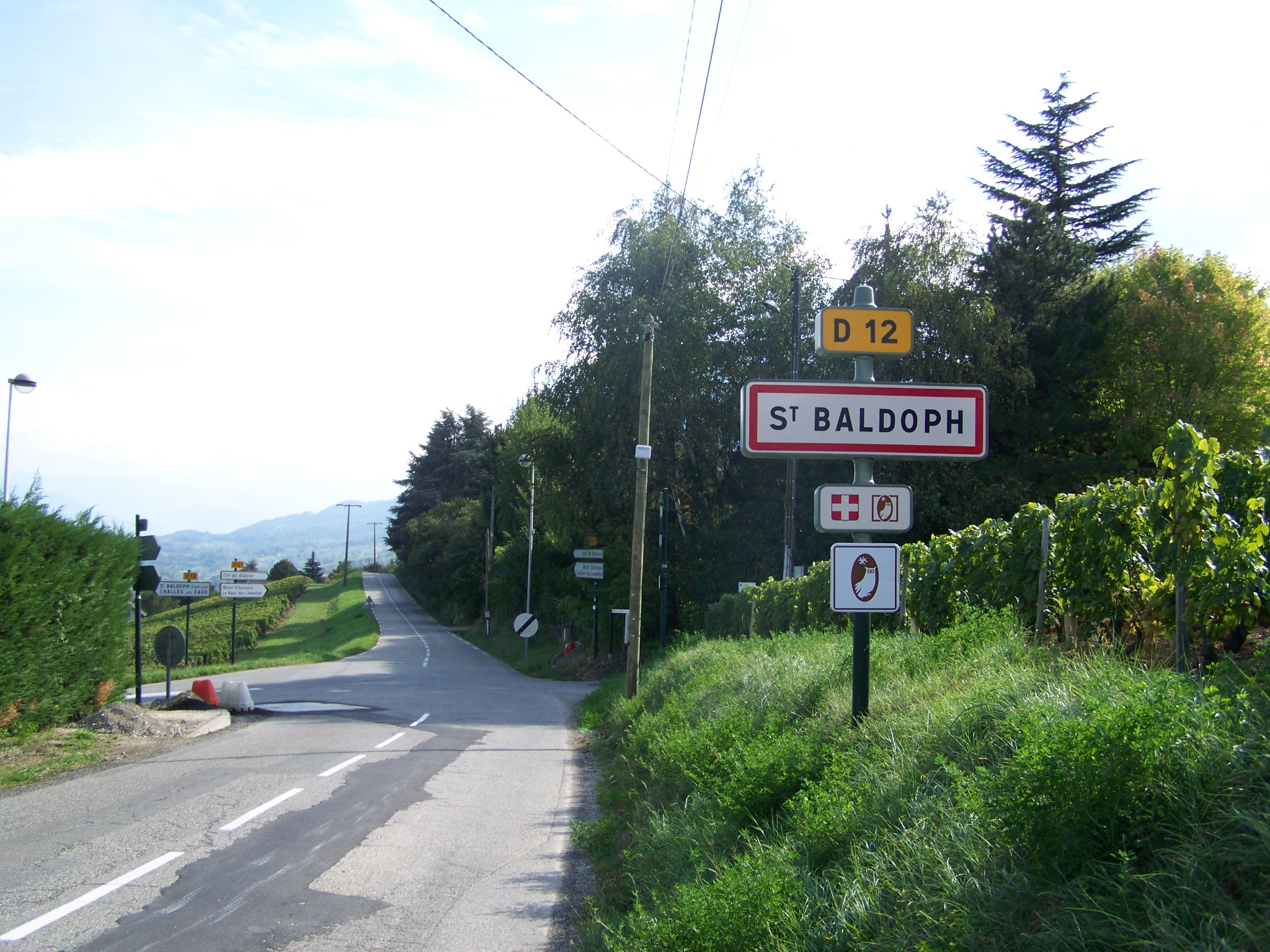
Panneau d'entrée dans Saint-Baldoph à proximité des vignobles (et panonceau du logo du parc naturel régional de Chartreuse).

### Situation
La commune de Saint-Baldoph est située dans le département de la Savoie, à 4 km de Chambéry sa préfecture. D'une superficie de 624 hectares, elle s'étend sur les premières hauteurs nord du massif de la Chartreuse et fait partie du parc naturel régional de la Chartreuse. Son altitude varie donc de 291 mètres à 881 mètres au plus haut, soit près de 600 mètres de dénivelé total. Le chef-lieu de la commune se situe pour sa part à 320 m.
Saint-Baldoph est en outre principalement traversée par la rivière Albanne, venant du Mont Granier et se jetant dans la Leysse quelques kilomètres plus loin à Chambéry. Le mont Granier surplombe la commune de son versant nord. Les pentes sont douces et orientées est/sud-est ce qui les rend propices à la viticulture. Saint-Baldoph possède ainsi plusieurs hectares de vignobles.

### Communes limitrophes
Saint-Baldoph est entourée par les communes de Barberaz et La Ravoire au nord, Myans à l'est, Apremont au sud et Montagnole à l'ouest. Apremont et Myans possèdent elles aussi des vignobles sur leur territoire.
| Barberaz   | Barberaz et La Ravoire | La Ravoire |
| Montagnole | Saint-Baldoph          | Myans      |
| Montagnole | Apremont               | Apremont   |

### Voies de communication et transport

#### Voies routières
La commune de Saint-Baldoph n'est traversée par aucun axe routier majeur. Toutefois la route nationale 201, 2 x 3 voies faisant suite à l'autoroute A43 venant de Lyon traversant l’agglomération de Chambéry, redevient A 43 en direction des vallées alpines peu avant la commune, qu'elle longe à moins d'un kilomètre sur son côté est. La sortie no 20 « Saint-Baldoph » permet par ailleurs de rejoindre le chef-lieu directement.

#### Transport ferroviaire
La ligne ferroviaire de Culoz à Modane dite ligne de la Maurienne passe à quelques centaines de mètres de la limite est de Saint-Baldoph, sans toutefois la traverser. La gare ferroviaire la plus proche est la gare de Chambéry-Challes-les-Eaux située à Chambéry à environ cinq kilomètres, permettant des liaisons vers Paris par TGV, et Lyon, Grenoble, Annecy, Genève et les vallées alpines par TER.

#### Transports en commun
Saint-Baldoph faisant partie de l’agglomération chambérienne, la commune est ainsi desservie par les bus de Synchro (réseau de transport) gérée par Keolis pour Chambéry. Les liaisons entre Chambéry et Saint-Baldoph en passant par Barberaz ont par ailleurs été renforcées à l'automne 2011.

#### Transport aérien
L'aéroport le plus proche est l'aéroport de Chambéry - Savoie situé sur la commune de Voglans au nord de Chambéry à une quinzaine de kilomètres de Saint-Baldoph. Plus proche, à Challes-les-Eaux se trouve également l'aérodrome de Chambéry - Challes-les-Eaux.

## Urbanisme

### Typologie
Au 1er janvier 2024, Saint-Baldoph est catégorisée ceinture urbaine, selon la nouvelle grille communale de densité à sept niveaux définie par l'Insee en 2022.
Elle appartient à l'unité urbaine de Chambéry, une agglomération intra-départementale regroupant 35  communes, dont elle est une commune de la banlieue,,. Par ailleurs la commune fait partie de l'aire d'attraction de Chambéry, dont elle est une commune de la couronne,. Cette aire, qui regroupe 115 communes, est catégorisée dans les aires de 200 000 à moins de 700 000 habitants,.

### Occupation des sols
L'occupation des sols de la commune, telle qu'elle ressort de la base de données européenne d’occupation biophysique des sols Corine Land Cover (CLC), est marquée par l'importance des forêts et milieux semi-naturels (42,2 % en 2018), en diminution par rapport à 1990 (45,3 %). La répartition détaillée en 2018 est la suivante :
forêts (42,2 %), zones agricoles hétérogènes (26,2 %), zones urbanisées (18,4 %), cultures permanentes (6,2 %), zones industrielles ou commerciales et réseaux de communication (5,5 %), prairies (1,5 %).
L'IGN met par ailleurs à disposition un outil en ligne permettant de comparer l’évolution dans le temps de l’occupation des sols de la commune (ou de territoires à des échelles différentes). Plusieurs époques sont accessibles sous forme de cartes ou photos aériennes : la carte de Cassini (XVIIIe siècle), la carte d'état-major (1820-1866) et la période actuelle (1950 à aujourd'hui).

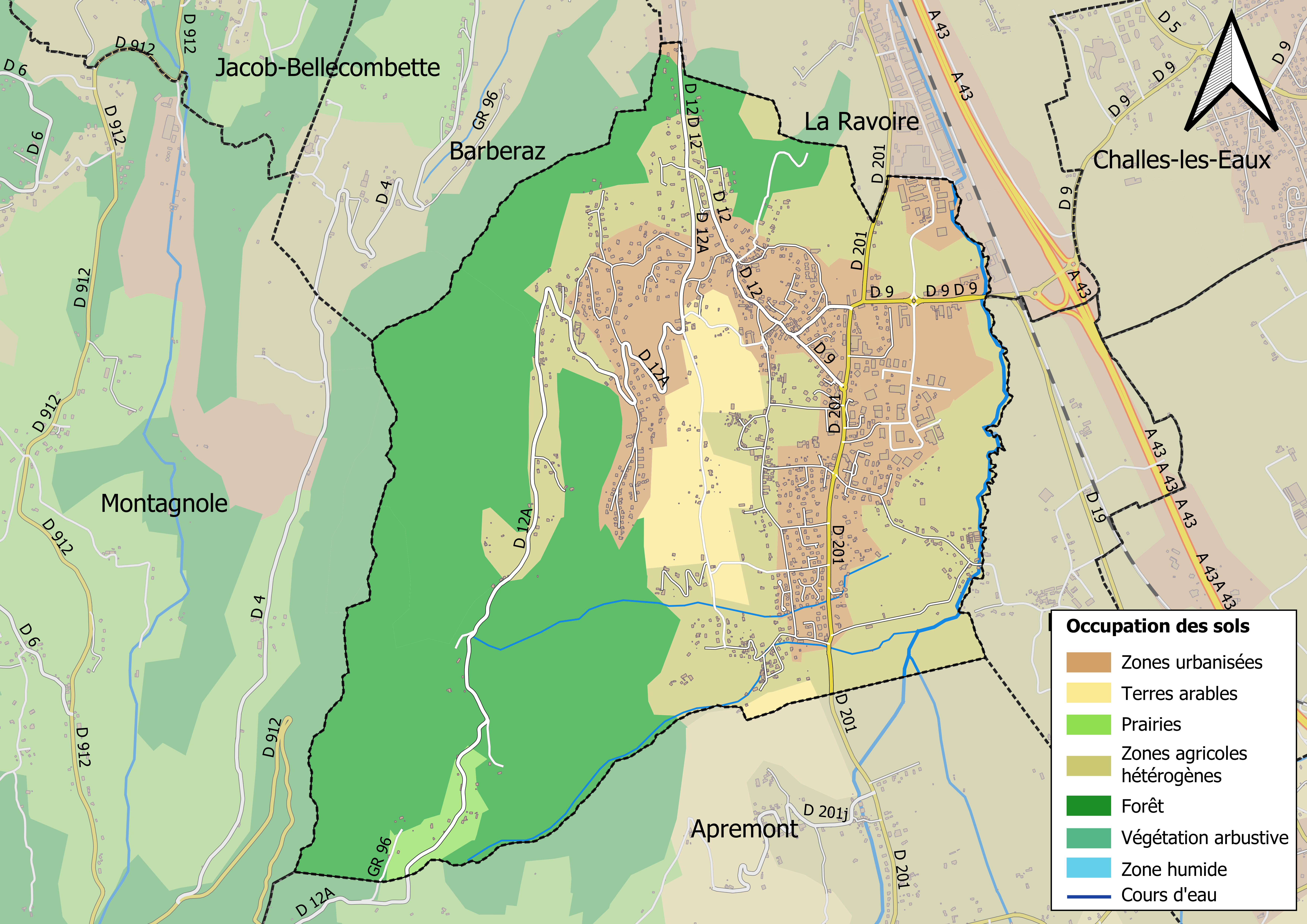
Carte des infrastructures et de l'occupation des sols en 2018 (CLC) de la commune.
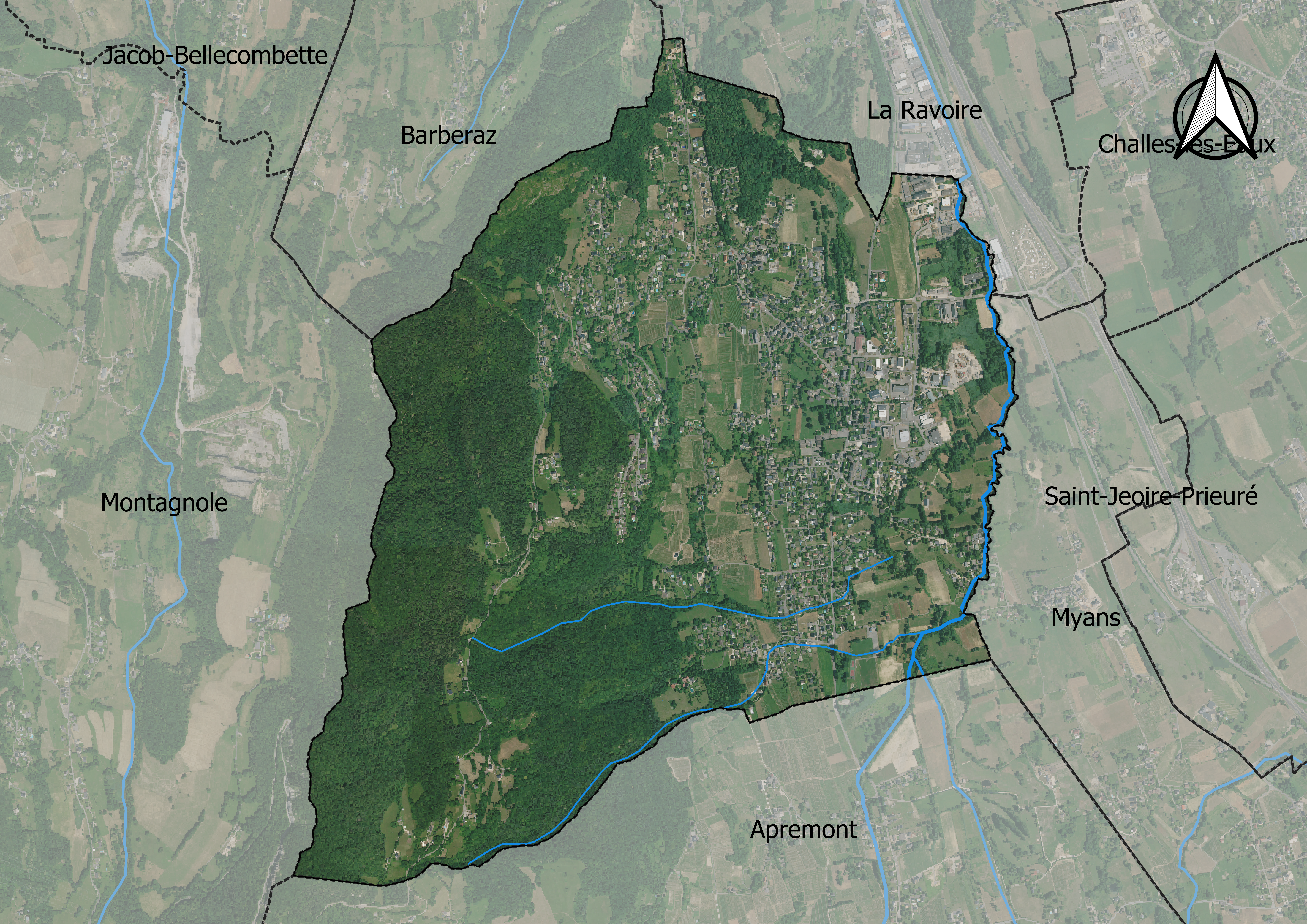
Carte orthophotogrammétrique de la commune.

## Toponymie
La première mention de la localité remonte à la fin du XIIe siècle où l'on trouve les formes Ecclesia Sancti Badulphi ou encore Ecclesia Sancti Baldulfi (1191). Le prieuré est mentionné au XIVe siècle, Prioratus Sancti Bardolii (1340) et Prioratus Sancti Bardulphi (1356). On trouve la forme Saint Bardoph en 1575 et Prieuré de Saint Bardot en 1664.
Selon la légende, la commune tiendrait son nom d'un certain Badulphus ou Badulphe, un personnage qui aurait vécu au IVe siècle dans les environs de Lyon. Il aurait dédié sa vie à rassembler les reliques des martyrs de Lyon pour en organiser une véritable vénération, alors permise après 313 par l'édit de Milan. La légende voudrait que ce soit ce même Badulphe qui soit à l'origine de la fondation de l'Abbaye d'Ainay,.
L'arrivée du nom de Baldoph en Savoie serait alors l'oeuvre des moines du prieuré de Lémenc à Chambéry, dépendant d'Ainay depuis le Haut Moyen-Âge. Une hypothèse plausible voudrait que les religieux aient décidé d'honorer Baldoph en lui dédiant l'église nouvellement édifiée sur la colline du Mollard.
En francoprovençal, le nom de la commune s'écrit Sè Bardo, selon la graphie de Conflans.

## Histoire
Dans l’Antiquité, le territoire de la commune de Saint-Baldoph a révélé une présence romaine non localisée. En effet divers objets retrouvés peuvent l'attester :
- une statuette de Mercure nu (disparue aujourd’hui mais précédemment au musée Savoisien) ;
- une lampe à huile ;
- un buste de satyre en bronze.

Ce sont les traces les plus anciennes que connaissent ce territoire.
La première mention attestée du nom de la paroisse provient d'une bulle du pape Clément III en 1191, plaçant l’Ecclesia parochialis Sancti Badulphi, sous le contrôle de l'Abbaye de St-Rambert en Bugey.
En 1248, le mont Granier connaît un éboulement spectaculaire qui détruit plusieurs villages de la cluse de Chambéry et fait de nombreuses victimes. Après l’éboulement, le prieuré de Notre-Dame-du-Granier est alors transféré à Saint-Baldoph, épargnée. La commune accueille alors une communauté de moines mais sa population décline peu à peu.
En décembre 1742, un moine sacristain de la commune a vu les Espagnols venir en Savoie par Chaparaillan (au sud) en longeant le pied du Granier par les Abîmes et Apremont.
Les Espagnols occupèrent en 1742 la Savoie afin d'en tirer profit. Toutes les maisons de Saint-Baldoph furent pillées ainsi que l'église.
« Ils entrèrent dans la maison presbytéral du révérend Joseph Bouvier, curé pour lors de ladite paroisse, d’où ils enlevèrent tous les registres de baptême, mariage, sépulture, et autres titres. »
À la paix, en 1749, les habitants demandèrent une aide financière afin de relever les ruines.
À l’époque de l’Ancien Régime, le village appartenait à la seigneurie et la baronnie d’Apremont. La seigneurie passe alors dans différentes mains et revient au XVIIe siècle à la famille Coudrée d’Allinges, de même la famille Milliet d’Arvillard détient un important territoire à Saint-Baldoph.

## Politique et administration
Les habitants de la commune sont appelés les Saint-Bardolains et les Saint-Bardolaines puisque par le passé la commune s’est fait appeler « Saint-Bardoph » puis « Saint-Bardot ».

### Administration municipale
Le conseil municipal de Saint-Badolph se compose du maire, de cinq adjoints et de 17 conseillers municipaux.
Voici ci-dessous le partage des sièges au sein du conseil municipal :

### Tendances politiques et résultats
|                                 | 1er score | 1er score                             | 2e score | 2e score                                | Participation |
| Élections européennes de 2014   |           | 23,10 % pour Jean-Marie Le Pen (FN)   |          | 22,82 % pour Renaud Muselier (UMP)      | 48,17 %       |
| Élections municipales de 2014   |           | 56,93 % pour Christophe Richel (SE)   |          | 26,26 % pour Jean-Jacques Fresko (SE)   | 68,10 %       |
| Élections législatives de 2012  |           | 52,16 % pour Béatrice Santais (PS)    |          | 47,84 % pour Pierre-Marie Charvoz (DVD) | 61,52 %       |
| Élection présidentielle de 2012 |           | 51,48 % pour Nicolas Sarkozy (UMP)    |          | 48,52 % pour François Hollande (PS)     | 87,03 %       |
| Élections régionales de 2010    |           | 51,91 % pour Jean-Jack Queyranne (PS) |          | 32,74 % pour Françoise Grossetête (UMP) | 57,87 %       |
| Élections cantonales de 2011    |           | 54,99 % pour Robert Gardette (PS)     |          | 45,01 % pour Jean-Marc Léoutre (DVD)    | 41,51 %       |

### Liste des maires
| Période                                  | Période                    | Identité          | Étiquette | Qualité                                                                           |
| ---------------------------------------- | -------------------------- | ----------------- | --------- | --------------------------------------------------------------------------------- |
| Les données manquantes sont à compléter. |                            |                   |           |                                                                                   |
| 1919                                     | 1925                       | Maurice Jacquier  |           |                                                                                   |
| Les données manquantes sont à compléter. |                            |                   |           |                                                                                   |
| 2002                                     | mars 2008                  | Henri Albert      |           | Vice-président de Chambéry métropole - Cœur des Bauges                            |
| mars 2008                                | mars 2014                  | Olivier Fayn      |           |                                                                                   |
| mars 2014                                | mars 2024 (démission)      | Christophe Richel | SE        | Vigneron Réélu pour le mandat 2020-2026                                           |
| mars 2024                                | En cours (au 26 mars 2024) | Valentin Hachet   |           | Premier adjoint (2020 → 2024) Maire par intérim puis élu par le conseil municipal |

Henri Albert a contribué au développement de Saint-Baldoph pendant plus de 30 ans. Son successeur a fait de l'environnement une priorité centrale.

## Population et société

### Démographie
L'évolution du nombre d'habitants est connue à travers les recensements de la population effectués dans la commune depuis 1793. Pour les communes de moins de 10 000 habitants, une enquête de recensement portant sur toute la population est réalisée tous les cinq ans, les populations de référence des années intermédiaires étant quant à elles estimées par interpolation ou extrapolation. Pour la commune, le premier recensement exhaustif entrant dans le cadre du nouveau dispositif a été réalisé en 2008.

En 2022, la commune comptait 2 827 habitants, en évolution de −0,42 % par rapport à 2016 (Savoie : +3,63 %, France hors Mayotte : +2,11 %).
| 1793 | 1800 | 1806 | 1822  | 1838  | 1848  | 1858  | 1861 | 1866 |
| ---- | ---- | ---- | ----- | ----- | ----- | ----- | ---- | ---- |
| 682  | 657  | 637  | 1 009 | 1 025 | 1 013 | 1 009 | 955  | 911  |

| 1872 | 1876 | 1881 | 1886 | 1891 | 1896 | 1901 | 1906 | 1911 |
| ---- | ---- | ---- | ---- | ---- | ---- | ---- | ---- | ---- |
| 838  | 821  | 816  | 788  | 749  | 680  | 634  | 649  | 576  |

| 1921 | 1926 | 1931 | 1936 | 1946 | 1954 | 1962 | 1968 | 1975  |
| ---- | ---- | ---- | ---- | ---- | ---- | ---- | ---- | ----- |
| 506  | 530  | 537  | 494  | 518  | 545  | 776  | 911  | 1 153 |

| 1982  | 1990  | 1999  | 2006  | 2008  | 2013  | 2018  | 2022  | - |
| ----- | ----- | ----- | ----- | ----- | ----- | ----- | ----- | - |
| 1 358 | 2 227 | 2 843 | 2 924 | 2 948 | 2 888 | 2 778 | 2 827 | - |

En 1901, la population de Saint-Baldoph était de 634 habitants. Elle est passée en un siècle à 2 843 habitants. Elle a donc été multipliée par quatre en 100 ans.
Depuis 1999, la population de Saint-Baldoph a continué d'augmenter. En 2008, il y avait 2 948 habitants. La densité de la population est de 472,4 habitants par kilomètre carré. En 2010, le taux de natalité est supérieur au taux de mortalité (33 naissances pour 32 décès).

### Enseignement
La commune est rattachée à l'académie de Grenoble.

## Économie
- Saint-Baldoph est une des trois communes du vignoble d'Apremont, et la seule qui en fasse partie en totalité.
- Le commune fait partie de l'aire géographique de production et transformation du « Bois de Chartreuse », la première AOC de la filière Bois en France[24],[25].

## Culture locale et patrimoine

### Lieux et monuments

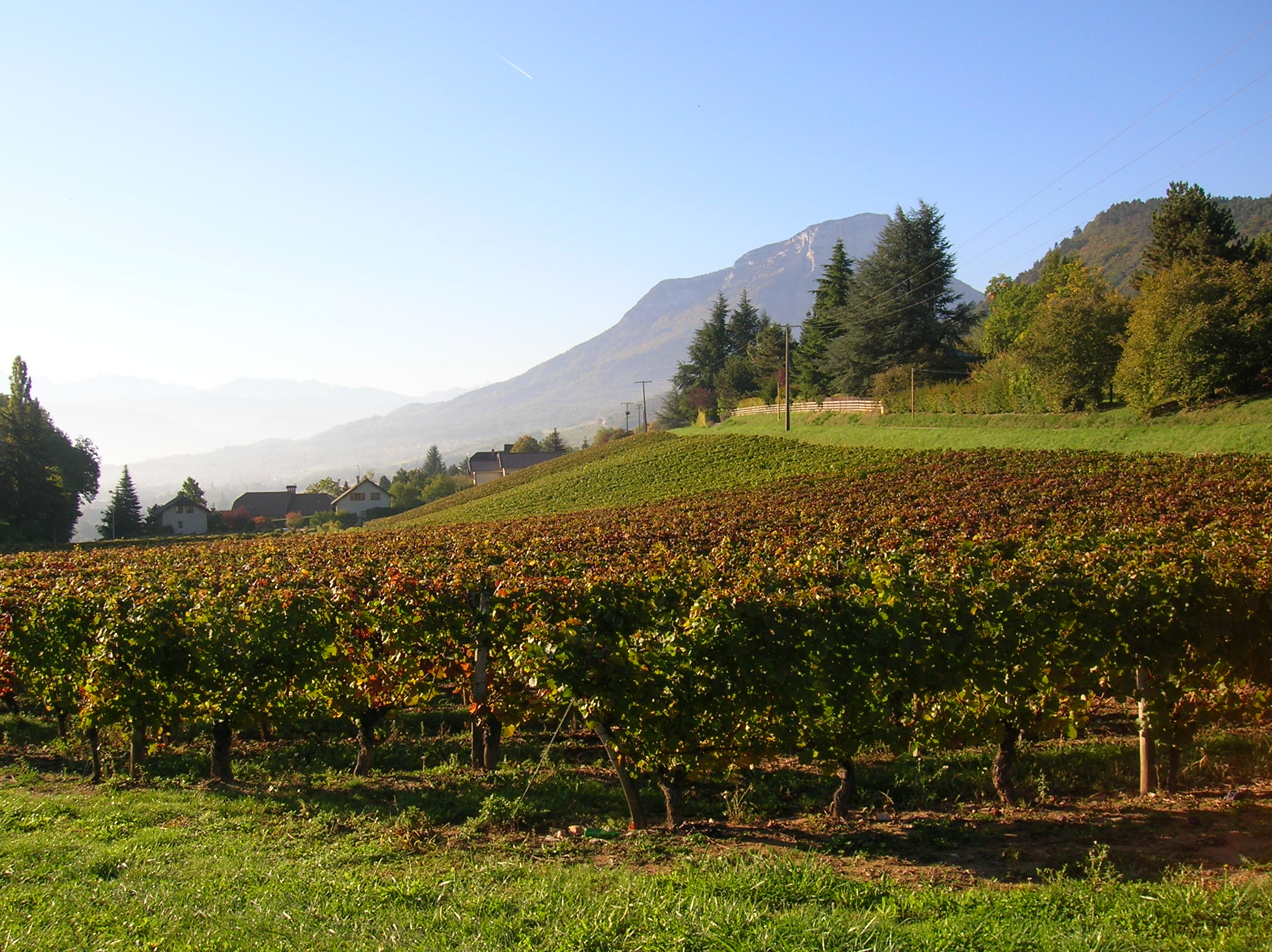
Vignes à Saint-Baldoph.

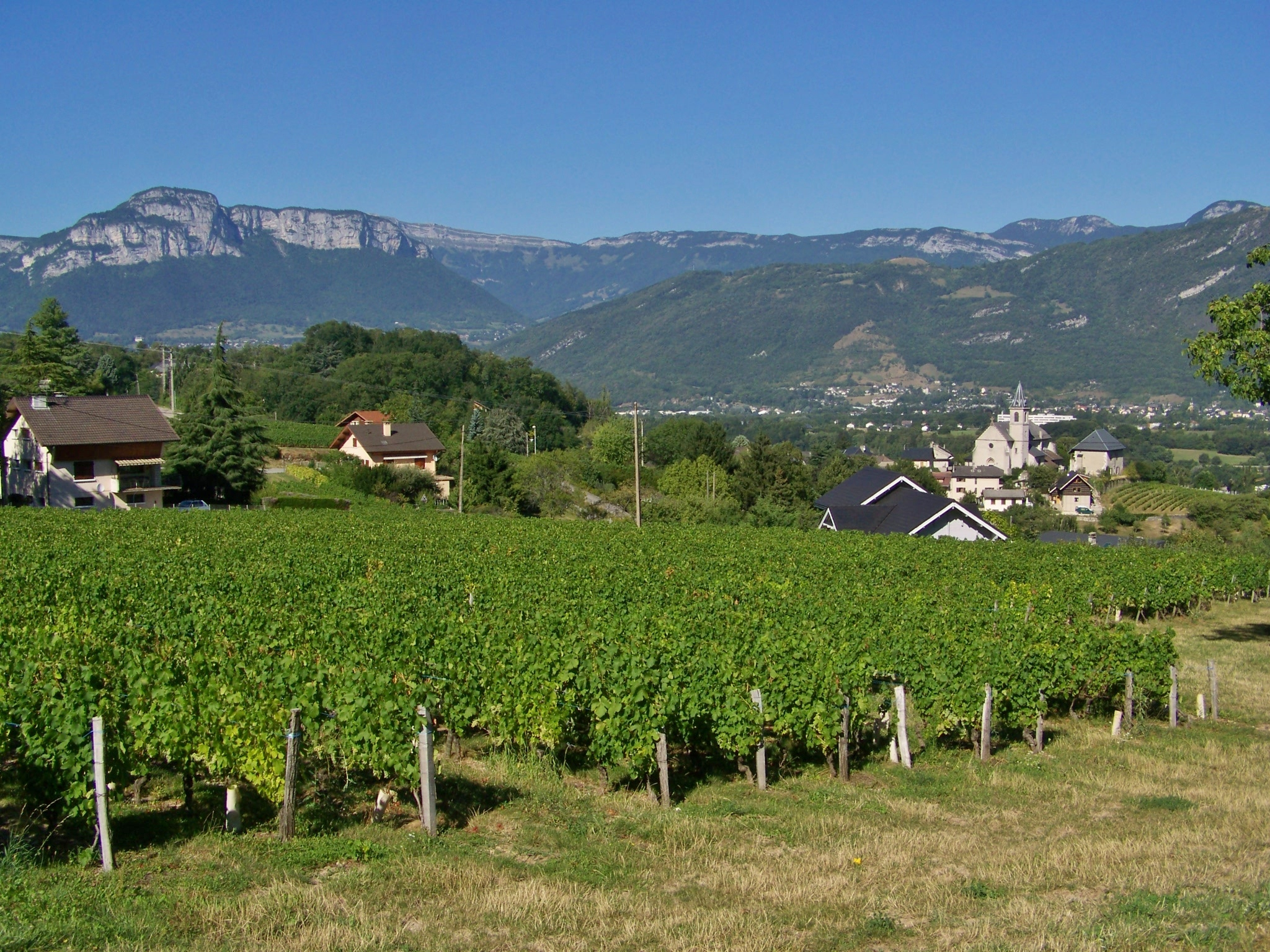
Vignobles et église de Saint-Baldoph à l'opposé du massif des Bauges.

#### Patrimoine religieux
- Église Saint-Baldoph et ancien prieuré

Plusieurs fois remaniée, l’église faisait partie du prieuré, depuis disparu.
- Chapelle Saint-Anthelme, située route des clarine et de type moderne, elle est dédiée à saint Anthelme de Chignin; en son sein est pratiqué le rite tridentin. Elle appartient au Prieuré Saint-Pierre-Julien-Eymard, lui-même dépendant de la Fraternité sacerdotale Saint-Pie-X.
- Autres chapelles

Existait en 1730 mais n’était déjà plus figurée en 1862.
Deux autres chapelles auraient existé également à la même époque mais n’est pas vérifiable.
- Cimetière

Délimité par un muret, le cimetière se situe à l’est de l’église.
Il présente des tombes de manière classique pour la plupart, les plus âgées présentent des décors plus particuliers et des croix en ferronnerie ou en fonte moulée.

#### Patrimoine public
- Écoles

Dans les années 1940, l’école se trouvait à côté de l’église. Il y avait trois instituteurs.
Il s’agissait de la maison communale, aujourd’hui abattue, qui abritait à la fois l’école et la mairie ; une plaque informative rappelle ce morceau de l’histoire du village.
Au XIXe siècle, ces établissements scolaires étaient appelés « maison d’école ».
- Mairie

En 1984, la mairie est bâtie sur son emplacement présent.
Le bâtiment, qui abritait alors aussi l’école, n’a pas été modifié.
- Monument aux morts

Situé devant la mairie, sur un espace dominant récemment réaménagé.
Ce monument aux morts adopte la forme classique de l’obélisque, souvent utilisé pour ce type de monument commémoratif.

### Héraldique
| Blason de Saint-Baldoph | Blason  | Parti : au 1er de gueules à la croix d'argent, au 2e d'azur à la crosse contournée d'or senestrée d'une tour du même ouverte et ajourée de sable. |
| Blason de Saint-Baldoph | Détails | Le statut officiel du blason reste à déterminer.                                                                                                  |